# Exile parade
Exile Parade is een jonge Engelse band uit Warrington ontstaan in 2006. De groep heeft hun album opgenomen samen met Owen Morris (Oasis, The Verve, The View, New Order).

## Brothel Ballet
De debuut EP, Brothel Ballet, kwam uit in april 2010. De officiële video , "Man is Sick", was geregisseerd door Ryan Davies en kwam in januari uit. Van 1 tot 4 maart stond de video op de voorpagina van Myspace Music.

## Info & Media
- In april 2008 kwam de single "Fire Walk With Me" in The Mediabase Active Rock Top 100 uit Amerika terecht. Die week was Exile Parade de hoogste Britse band in de charts.
- Total Guitar Magazine maakte "Heart Into Suicide" een van de top 20 downloads in hun editie van juni 2010.
- Suburban Records bracht "Fire Walk With Me" uit op limited 7" vinyl. Bij VPRO-3VOOR12 was het de single van de week en UP magazine gaf de track 91/100.
- De band stond op London Calling in de Paradiso en op Beeckestijn Festival. Het Haarlem Dagblad schreef over de show; "De band klonk heel strak en groots. Een typische band waarvan je over een paar jaar zegt, net als Radiohead toen zij op Beeckestijn stonden in 1993 - Ik was erbij!"
- In maart 2009 stond Exile Parade in Beijing Today, nadat ze een fanbase hadden opgebouwd bij de Chinese social networking site Douban.
- Een demo van "Fire Walk With Me" werd gebruikt voor de eerste dvd van de serie Skins.
- Hun track "Love Disco" werd ook gebruikt voor de film Danny Roane: First Time Director, samen met Ben Stiller en Jack Black.